# Asterix en de Helvetiërs
Asterix en de Helvetiërs (oorspronkelijke titel: Astérix chez les Helvètes) is het zestiende deel uit de stripreeks Asterix van het duo René Goscinny en Albert Uderzo. Het album verscheen in Frankrijk in 1970; de Nederlandse vertaling verscheen in 1973.

## Verhaal
Het verhaal begint met Heroïx die zijn dragers ontslaat en Asterix en Obelix aanstelt als dragers. Door de ongelijke grootte staat het stamhoofd niet bepaald rechtop zijn schild, tot hilariteit van de stamleden. Uiteindelijk draag Obelix hem in zijn eentje, zoals een ober een dienblad draagt, wat nog meer gelach oplevert. Asterix vertelt Panoramix dat Obelix 'een kleintje wegbrengt'.
Gaius Delirius, de corrupte gouverneur van Condatum (het huidige Rennes), geeft ondertussen weer eens een van zijn gebruikelijke orgieën. Alle belastinginkomsten uit zijn provincie besteedt hij aan zijn eigen pleziertjes, en slechts een (heel) klein deel gaat naar Rome. Zoals te verwachten wordt men in Rome achterdochtig en men stuurt een belastinginspecteur, Claudius Centus. Gaius laat hem vergiftigen uit angst ontmaskerd te worden.
Centus roept, nadat Gaius' incompetente (en zelf aardig verzadigde) dokters hem niet kunnen helpen, de hulp in van niemand minder dan Panoramix. Deze concludeert dat het om een vergiftiging gaat, maar heeft voor het tegengif de plant Zilverster (Edelweiss) nodig. Deze groeit alleen in de bergen van Helvetië (Zwitserland), dus gaan Asterix en Obelix (na letterlijk 'alles te laten vallen', zijnde het stamhoofd in dit geval) hierheen. Panoramix neemt Centus mee naar het Gallische dorp, zogenaamd als gijzelaar om de veilige terugkeer van Asterix en Obelix te garanderen maar in werkelijkheid om hem te beschermen tegen de persoon die hem wilde vergiftigen.
Op weg naar Helvetië valt het onze helden op dat het land behoorlijk schoon is en nat. Ze komen er zwemmend aan. In de herberg, die glimt als een spiegel, worden hun schoenen meegenomen om ze te poetsen. Wanneer de Helvetische gouverneur, Diplodocus, die even corrupt is als Gaius, er  (midden in een orgie met kaasfondue) lucht van krijgt dat de Galliërs in Geneva zijn aangekomen, stuurt hij zijn soldaten uit om hen te arresteren. Daardoor moet Biotix, de herbergier, zijn eigen herberg besmeuren alvorens hij Asterix en Obelix naar veiliger oorden kan helpen (onderweg het uur afroepend met "koekoek!" waarna de overige gasten grommend hun zandloper omslaan). Hij brengt hen naar Zurix, een bankier, die besluit hen in een kluis te verbergen. De honger wordt hen echter te veel en ze breken uit de kluis, tot ergernis van Zurix, die hen met een kaas in een andere kluis propt, die toevallig van de Romeinse decurio is die huiszoeking komt verrichten. Op van de zenuwen moet Zurix het bankgeheim schenden, en hij is maar wat blij als de Galliërs nadien verdwijnen. Verkleed als jagers proberen ze zich te verbergen in een symposium, om dan al zwemmend aan boord van een boot vol Helvetische veteranen te schuilen, waarbij Obelix weer het meer in duikt wanneer ze beginnen te zingen en de Alpenhoorn steken. 
Samen met de veteranen besluiten Asterix en Obelix naar de zilverster te klimmen, nadat ze gegeten, gedronken en gezongen hebben. Obelix, snipverkouden, eet de ketel kaasfondue leeg in één hap en kraakt het wijnvat, waardoor hij dronken in slaap valt. Toch besluiten ze de klim aan te vatten, elkaar met touwen verbindend, terwijl een kleine groep achterblijft, die zich, gesterkt met een nieuwe ketel kaasfondue en toverdrank, met de Romeinen meet. 
Uiteindelijk vinden Asterix en de Helvetiërs de zilverster en reizen ze terug naar Gallië door zich van de bergflank naar beneden te glijden en wederom in het water te belanden (tot ongenoegen van Obelix). 
Enkele dagen later komt Delirius in het Gallische dorp aan om te horen hoe het met Centus is, en of Asterix en Obelix reeds zijn teruggekomen. Hij is onaangenaam verrast als Centus ineens voor hem staat, door Panoramix' tegengif genezen. Hij heeft ook wat toverdrank gekregen, weet inmiddels van Delirius' corrupte gedrag, en geeft hem een oplawaai. Hierna zal Delirius spoedig in Rome voor de leeuwen worden geworpen, samen met Diplodocus. Daar Centus een gast is geworden van de Galliërs, mag hij deelnemen aan het banket aan het eind van het verhaal. 

## Personages uit het verhaal
Naast de algemene personages die in alle strips voorkomen spelen een rol in dit verhaal:
- Gaius Delirius, de gezette en door fraude rijk geworden gouverneur van Condatum (Rennes). Aan het eind van het verhaal wordt hij Garovirus genoemd. Hij heeft er alle belang bij dat de door hem vergiftigde belastinginspecteur niet geneest. Zijn naam is afgeleid van delirium.
- Appius Eucalyptus, de belastingontvanger van Delirius en boodschapper voor Diplodocus later. Zijn naam verwijst naar de eucalyptus.
- Claudius Centus, de belastinginspecteur (quaestor) die door Rome naar Condatum is gestuurd om te achterhalen waarom de provincie zo weinig belastingen opbrengt. Zijn naam verwijst naar 'honderd' en 'centjes'.
- Diplodocus, de eveneens gezette gouverneur van Genova (Genève). Op verzoek van zijn vriend Gaius Delirius probeert hij Asterix en Obelix tegen te houden. Zijn naam is ook de naam een grote plantenetende dinosaurus.
- Gaius Infarctus, deelnemer aan de fondue-orgie van Diplodocus die steevast zijn stukje brood verliest in de ketel met gesmolten kaas. Hij wordt door Asterix en Obelix uit het meer gevist en vertelt zijn verhaal aan Diplodocus (waarbij hij weer zijn stukje brood verliest). Zijn naam verwijst naar 'infarct', een ernstige vorm van hartfalen, wat vaak toegeschreven wordt aan zwaarlijvige mensen of mensen met een ongezonde levensstijl (zoals Delirius of Diplodocus).
- Biotix, de op reinheid gestelde eigenaar van herberg Meerzicht. Hij wijst Asterix en Obelix de weg en helpt hen de Romeinen te slim af te zijn. Zijn naam is een woordspeling op Biotex, een toen erg populair wasmiddel in West-Europa.
- Zurix, de bankier in wiens kluizen de helden zich een nacht verborgen houden ("U zit hier safe"). Zijn naam is afgeleid van de Zwitserse stad Zürich, waar veel banken zijn.
- De niet bij naam genoemde aanvoerder van een groep Helvetische oud-strijders door wie de helden in de bergen worden geholpen.

## Achtergrond
- Het idee van een strip rond Zwitserland te maken werd reeds door Charles De Gaulle gehint toen hij president van Frankrijk was. Wanneer het verhaal verschijnt is het Georges Pompidou die hem op is gevolgd. Tot zijn dood kreeg De Gaulle een exemplaar cadeau van elke nieuwe strip, en kregen de auteurs regelmatig een lovende brief als dank.
- In het verhaal passeren diverse stereotypen over de Zwitsers de revue:
  - De Helvetiërs zijn fanatieke schoonmakers, elk vlekje wordt meteen weggepoetst, zelfs het bordje aan de grenspaal op pagina 21 (en de grenspaal aan de Helvetische kant: de Gallische is bemost)
  - Ze houden zich het liefst volstrekt neutraal.
  - Ze zijn punctueel (de zandlopers worden onder het roepen van "Koekkoek!" omgedraaid volgens een zakzandloper, tot chagrijn van de buitenlanders).
  - Daarmee samenhangend is er in Helvetia een bloeiende zandloperindustrie.
  - Het bekende bankgeheim van Zwitserland wordt aangehaald wanneer Asterix en Obelix zich in een kluis moeten verbergen. Het maakt de bankier Zurix niet uit wat men in de kluis stopt of hoe men daaraan is gekomen, en hij zal er ook nooit iets over doorvertellen. De Romeinse decurio heeft bijvoorbeeld zelf een een kluis bij Zurix met daarin allerlei waarschijnlijk gestolen Egyptische artefacten. Dat juist Asterix en Obelix hem nopen het bankgeheim te verbreken drijft Zurix tot waanzin.
  - De Helvetiërs verplegen de oorlogsgewonden (een verwijzing naar het Rode Kruis), zelfs als ze die verwondingen zelf toebrengen.
  - Asterix en co vluchten op zeker moment in een parlementsgebouw, waar iedereen ligt te slapen. Dit is een verwijzing naar Genève (het verhaal speelt dan ook in Genova, oftewel Genève), waar heel wat Europese en internationale conferenties worden gehouden. Wanneer Biotix "Koekkoek!" roept, zijn alle haast slapende aanwezige stamhoofden als het ware reagerend op de spreker. In werkelijkheid proberen ze hun zandlopers om te slaan.
  - Er wordt verwezen naar Zwitserse kaas (met gaatjes), fondue, Wilhelm Tell, de houten brug van Genève, Alpenhoorns en traditionele klederdracht, Zwitserse chalets en Edelweiss.
- Naar aanleiding van de protesten in mei 1968 probeerden Goscinny en Uderzo de Asterix-verhalen vanaf dit album meer 'volwassen' thema's mee te geven. De orgie aan het begin van de strip is daar een voorbeeld van. Tevens bevat dit album een van de meer duistere verhaallijnen uit een Asterix-strip; Asterix en Obelix moeten proberen een onschuldige man te redden van een moordaanslag. De dreigende dood van Centus steekt sterk af tegen de normaal humoristische toon van de strips.
- De bekende piraten verschijnen niet fysiek ten tonele in het album, maar worden wel even genoemd door Centus. Blijkbaar vielen ze het schip waarmee hij naar Gallië afreisde aan, maar kregen ruzie waarop ze hun eigen schip tot zinken brachten (klaarblijkelijk nog steeds niet bekomen van hun ontmoeting met Catastrofus in het vorige album, De intrigant).
- Wanneer Asterix en co hun wagen laten herstellen worden ze geholpen door de mascotte van het Franse servicestation Antar. In de Britse vertaling is dit figuurtje vervangen door Bibendum, het figuurtje van Michelin.
- Klassiek is de kaasfondue-orgie met straffen op het in de fondue kwijtraken van je stukje brood, georganiseerd door ene Fellinus. Dit is een verwijzing naar de film Satyricon door Federico Fellini, waarin ook een orgie voorkomt.
- Wanneer Obelix het stamhoofd ronddraagt, doet hij dit in een typische oberhouding, inclusief servet op de arm en de dienplaat hoog op de linkerhand (hier het ijzeren schild met het stamhoofd erop). Asterix legt aan Panoramix uit dat Obelix 'een kleintje wegbrengt': Dit is letterlijk vertaald van het Frans, waarbij 'een kleintje' verwijst naar een plateau drank of een kleine hap, die hoog boven de tafelgasten wordt overgedragen in Frankrijk en veel chique etablissementen.
- In de strip wordt Abraracourcix door drie verschillende duo's rondgedragen: eerst zijn vaste dragers (die hem hebben laten vallen en ontslagen worden), Asterix en Obelix en Obelix in zijn eentje, en in het plaatje net voor het feestmaal door Nestorix en Hoefnix.
  - De dragers die in het begin van het album ontslagen worden, zijn degene uit het vorige album, De intrigant. Het is de eerste keer dat er consequentie is in de dragers van het stamhoofd. Tot dan toe verschilt hun uiterlijk per album.
- Op weg naar Helvetië stoppen Asterix en Obelix in een 'Restauvia', een wegrestaurant.
- In het kader van de properheid van de Zwitsers: op pagina 21, in de lange strook waar de Romeinen Asterix en Obelix tegenhouden, is zelfs onder diezelfde grenspaal een ton met opschrift 'detritus' (Frans voor 'afval') te zien: een vuilnisbak. Op de volgende pagina, als de Galliërs over de grens zijn en opnieuw tegengehouden worden, staat de grenspaal rechts in de stripkader en is het opschrift 'afval'.
- Obelix beklaagt zich meermaals dat ze moeten zwemmen, onder de grond of in een veld zitten dan eigenlijk bergen beklimmen. Wanneer er dan wordt geklommen is hij te dronken om het te merken, tot ze weer in het water belanden.
- Het bergbeklimmen gebeurt met een touw aan elkaar vastgebonden: een verwijzing naar een der voornaamste veiligheidsmaatregelen die heden ten dage nog toe wordt gepast.
- Zowel Asterix als een Romeinse legionair vinden de zang der Helvetiërs sterk gelijkend op een bard die net zo zingt, verwijzend naar Kakofonix.
- De Romein die een bewusteloze Obelix vastgrijpt op het moment dat ze beginnen te klimmen, zingt een slaapliedje voor Obelix: Slaap Gaiusje thans. Daar buiten waakt de gans. Een parodie op het bekende Slaap kindje slaap. Ganzen werden destijds inderdaad als waakdieren gebruikt. Oorspronkelijk Fais dodo, Gaius mon p'tit frère, een parodie op Fais dodo, 'Colas mon p'tit frère.
- Asterix heeft een zwaard nodig om de zilverster te plukken: hij gebruikt het zijne (en het door de aanhangende Romein doorgegeven zwaard) als brug tot de bloem.
- Asterix belandt, bij het afdalen van de bergwand, boven op Obelix en als het ware rijdend op een slee stormt hij aldus de berg af. De Romeinen die hen aan de voet van de berg opwachten worden door het grote glijdende lichaam van Obelix omvergekegeld.
- Delirius verandert van naam op het einde van het verhaal, en wordt door Panoramix aangesproken als 'Garovirus', zijn oorspronkelijke naam in de Franse uitgave, wat zoveel betekent als "gare au virus", 'opgelet voor het virus'.

## Trivia
- Op het laatste plaatje wordt tijdens het feestmaal door Panoramix aan Obelix gevraagd wat hij van Helvetië vond. Zijn antwoord in het Frans en Engels is "plat" en "flat" wat neerkomt op vlak. Hij maakt ook een dito handgebaar om zijn mening te onderstrepen. In de Nederlandse vertaling antwoordt Obelix; "nat".